# Gattman (Mississippi)
Gattman est un village américain situé dans le comté de Monroe, dans le Mississippi. Selon le recensement de 2020, sa population est de 77 habitants.